# Wassyl Howera

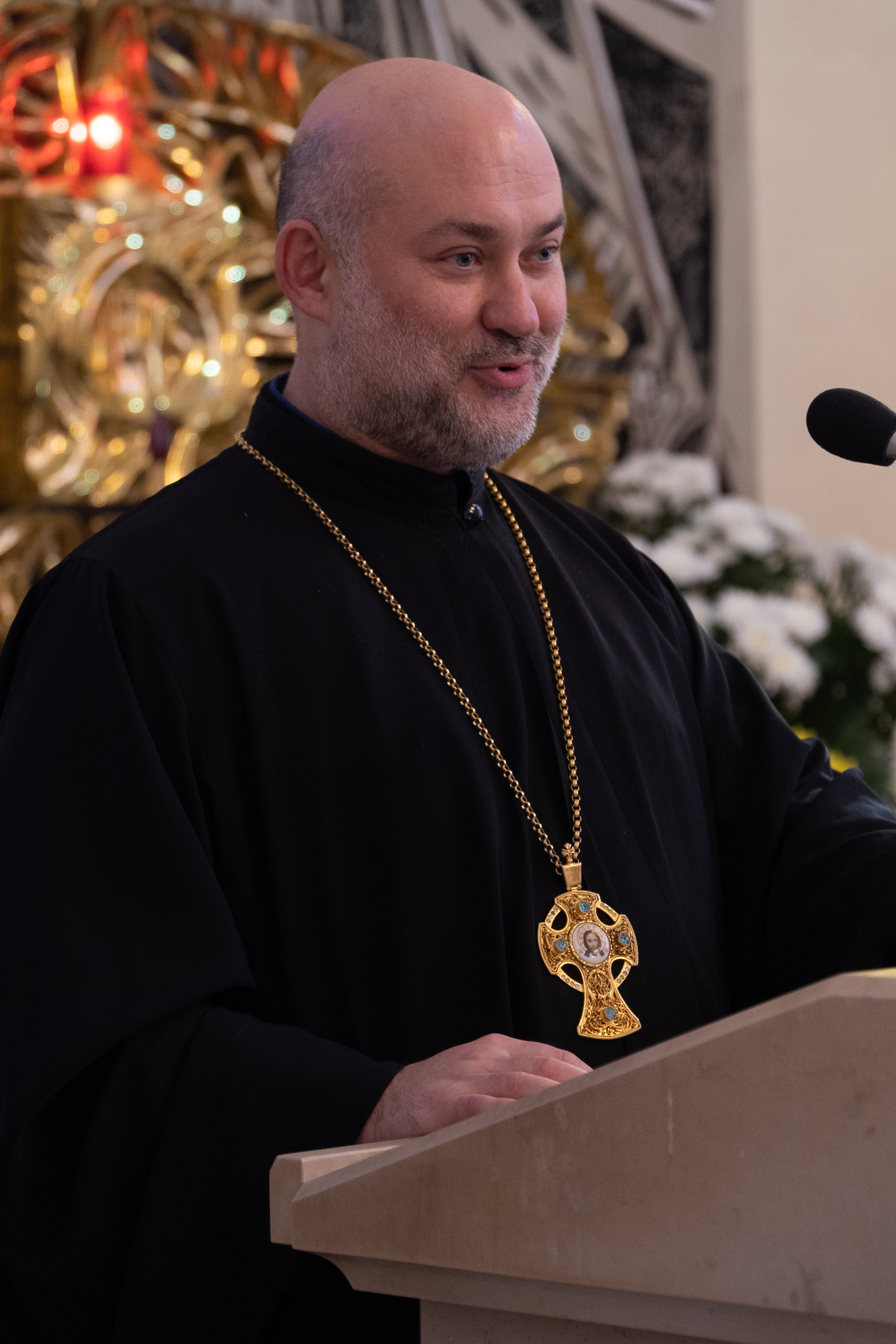
Wassyl Howera, 2019

Wassyl Howera (ukrainisch Василь Говера; * 11. Dezember 1972 in Iwano-Frankiwsk, Ukrainische SSR, Sowjetunion) ist ein ukrainischer römisch-katholischer Geistlicher und Apostolischer Administrator der Apostolischen Administratur Kasachstan und Zentralasien für die Gläubigen des byzantinischen Ritus in Kasachstan und Zentralasien.

## Leben
Wassyl Howera studierte an der Katholischen Universität Lublin und empfing am 2. März 1997 das Sakrament der Priesterweihe. Im selben Jahr begann er seine Tätigkeit für die Gläubigen des byzantinischen Ritus in Kasachstan. Am 11. November 2002 wurde er zum Beauftragten der Kongregation für die orientalischen Kirchen für die Gläubigen des byzantinischen Ritus in Kasachstan und Zentralasien ernannt. 2005 wurde ihm der Rang eines mitrierten Erzpriesters verliehen.
Am 1. Juni 2019 ernannte ihn Papst Franziskus zum Apostolischen Administrator der mit gleichem Datum errichteten Apostolischen Administratur Kasachstan und Zentralasien. Die Amtseinführung fand am 15. Dezember desselben Jahres statt.